# Union Démocratique Belge
De Union Démocratique Belge (UDB) of Belgische Democratische Unie was een kortstondige politieke partij in België.

## Geschiedenis

### Oprichting
Na de Tweede Wereldoorlog werden in België twee partijen opgericht die zich op het christelijke gedachtegoed beriepen. Enerzijds was dat de Christelijke Volkspartij (CVP), als erfgenaam van de vooroorlogse Katholieke Partij, anderzijds de Belgische Democratische Unie, de Union Démocratique Belge of UDB. De initiatiefnemers van de UDB waren voornamelijk Pierre Clerdent en Antoine Delfosse. In hoofdzaak behoorden de initiatiefnemers tot de Franstalige christelijke arbeidersbeweging en de meesten hadden zich verdienstelijk gemaakt in het Verzet. Ze slaagden er niet in betekenisvolle figuren uit de Vlaamse christelijke arbeidersbeweging of uit andere katholieke kringen voor hun partij warm te maken.
Tijdens het verzet was er bij Waalse en Brusselse linkse intellectuelen het idee ontstaan om een travaillistische volkspartij op te richten om zich af te zetten tegen de eerder conservatieve Katholieke Partij. Ze dachten eerst een grote linkse partij te kunnen oprichten, en hadden hierover gesprekken met onder meer Leon Delsinne en Achiel Van Acker, maar toen bleek dat een akkoord met de socialisten niet mogelijk was en ze in botsing kwamen met de CVP, besloten ze in juni 1945 een eigen partij op te richten om te kunnen deelnemen aan de parlementsverkiezingen.
De UDB was een in wezen travaillistische partij (op het politieke schaakbord als 'centrumlinks' te situeren), die in de toenmalige 'deconfessionalisering' en het 'progressivisme' verder wilde gaan dan de CVP en die mensen van uiteenlopende religieuze of filosofische gezindten wilde samenbrengen onder één vlag. Als voorbeeld namen ze de Britse Labourpartij, die de macht had verworven in Groot-Brittannië. De tijd voor zo een opvatting bleek echter in België, zoals in de meeste landen op het Europese continent, niet rijp en de weerstand van de traditionele partijen, ondersteund door de vakbonden en andere belangrijke organisaties uit het middenveld, bleek veel sterker dan door sommigen werd verwacht.
Toen de CVP weigerde deel te nemen aan de tweede regering Achiel Van Acker (2 augustus 1945 - 9 januari 1946) werden vier belangrijke ministerportefeuilles door de formateur toegekend aan de parlementair onbestaande UDB. Werden aangesteld: 
- Marcel Gregoire op Justitie.
- Jacques Basyn op Wederopbouw en Oorlogsschade.
- Franz de Voghel, die als ambtenaar niet officieel als lid van de UDB kon fungeren, werd als technicus vermeld bij zijn benoeming tot minister van Financiën, hoewel het bekend was dat hij namens de UDB toetrad.
- Hetzelfde gold voor baron Adrien van den Branden de Reeth, die minister van Oorlogsslachtoffers werd. Hij kon als magistraat geen politieke kleur bekennen, maar iedereen wist dat hij verbonden was met de UDB. Van den Branden, "chrétien de gauche" en weerstander, was nationaal secretaris van het Onafhankelijkheidsfront.

De UDB had de ambitie om in het hele land aanwezig te zijn, maar was hoofdzakelijk een Brussels (Franstalig) en gedeeltelijk Waals initiatief, dat zich korte tijd in de politieke middens van de hoofdstad kon doen gelden.

### Ondergang
Bij de wetgevende verkiezingen van 17 februari 1946 waren de verwachtingen van de nieuwe partij hooggespannen. De partij had de onvoorwaardelijke steun van La Cité Nouvelle, een krant met grote oplage. Een negatief element echter was dat kardinaal Van Roey zich ondubbelzinnig had uitgesproken voor de vereniging van alle katholieken binnen de CVP, wat onrechtstreeks een veroordeling van de UDB inhield. De verkiezingscampagne was voor de nieuwe partij een grote flop: onvoldoende goede kandidaten, geen financiële middelen, geen stevige organisatie, politiek amateurisme.
De ontgoocheling toen de uitslag bekend werd was aanzienlijk. De partij haalde slechts 51.095 stemmen, vooral in Brussel, met maar één verkozene in de Kamer van volksvertegenwoordigers, Paul Michel Lévy in het Kiesarrondissement Nijvel. Hij nam al na een paar weken ontslag en werd opgevolgd door Werner Marchand. Het was duidelijk dat het om een partij met belangrijke kopmannen ging, maar zonder troepen en zonder politieke professionaliteit. In 1946 telde de partij amper 2637 leden: 380 in Vlaanderen, 904 in Brabant (Brussel) en 1353 in Wallonië. Dit betekende het einde van het avontuur.
Enkele kopstukken stapten over naar de CVP, zoals 
- Pierre Clerdent, die gouverneur van Luxemburg en Luik werd en later liberaal senator.
- Alfred Califice, die CVP-Kamerlid werd en bij herhaling minister werd.
- Antoine Delfosse, voor wie het een terugkeer naar zijn vroegere partij betekende, een overstap die Oscar Behogne al vanaf de verkiezingen van 1946 had gedaan.

Stichters en kopstukken zoals Marcel Grégoire, Paul Michel Lévy, Max Bastin, Jacques Basyn, Arthur Bertinchamps, René Van de Ghinste, Irénée van der Ghinst, Franz de Voghel, Adrien van den Branden de Reeth, William Ugeux en ingenieur Gustave Magnel (de enige UDB-personaliteit van enige betekenis in Vlaanderen) vervolgden elk hun eigen, meestal succesvolle, carrière.

## Regeringsdeelname
| Regering     | Premier           | Partijen                         | Van         | Tot           |
| ------------ | ----------------- | -------------------------------- | ----------- | ------------- |
| Van Acker II | Achille Van Acker | UDB, BSP-PSB, Liberalen, KPB-PCB | 2 aug. 1945 | 13 maart 1946 |

## Bekende leden
- Max Bastin
- Jacques Basyn
- Oscar Behogne
- Arthur Bertinchamps
- Albert Bessemans
- Alfred Califice

- Pierre Clerdent
- Antoine Delfosse
- Marcel Grégoire
- Christian Jooris
- Paul Michel Lévy
- Gustave Magnel

- Werner Marchand
- William Ugeux
- René Van de Ghinste
- Irénée van der Ghinst

## Sympathisanten
- Franz De Voghel
- Paul Tschoffen
- Charles de Trooz, hoogleraar UCL
- Adrien van den Branden de Reeth